# Laghi di Meugliano e Alice
Laghi di Meugliano e Alice è un sito di interesse comunitario  (cod.IT1110034) della Regione Piemonte, istituito nell'ambito della Direttiva 92/43/CEE (Direttiva Habitat), designato inoltre come Zona Speciale di Conservazione. Comprende un'area di 263 ettari nel territorio di Valchiusa e Val di Chy, nella Città metropolitana di Torino. I comuni originariamente compresi nel SIC erano diversi, perché a seguito di accorpamenti Pecco e di Alice Superiore si trovano ora nel territorio di Val di Chy, mentre Meugliano fa parte del comune di Valchiusa.

## Territorio

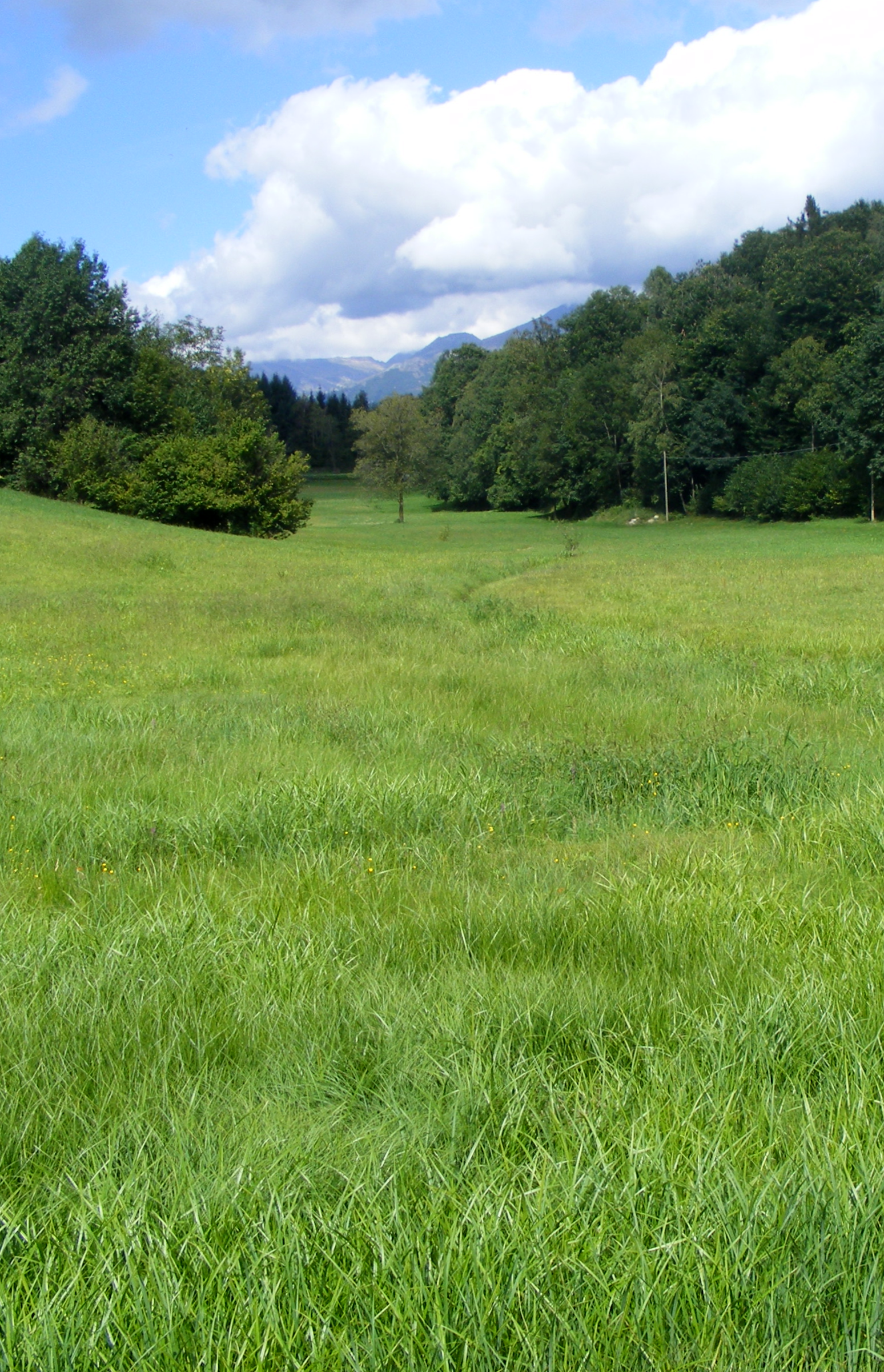
Prati umidi presso il Lago di Alice

Il SIC/ZSC comprende una zona dell'Anfiteatro morenico di Ivrea posta in destra idrografica rispetto al corso della Dora Baltea e situata nei pressi dello sbocco sulla pianura della Val Chiusella. Si tratta di un'area di alti cordoni morenici deposti dal ghiacciaio Balteo tra i quali, nella fase di ritiro di quest'ultimo, sono rimasti avvallamenti che hanno dato origine a piccoli laghi. Questi a loro volta in alcuni casi, colmandosi di sedimento, si sono poi trasformati in torbiere. Tra questi specchi d'acqua quelli che danno il nome all'area protetta sono il Lago di Alice e il Lago di Meugliano. Gli ambienti naturalisticamente più interessanti del SIC/ZPS sono quelli legati alle zone umide, che nel complesso occupano circa metà dell'area e tra i quali, oltre alle aree lacustri e palustri, si possono ricordare i boschi di latifoglie igrofili e i prati umidi. Per il resto l'area protetta è occupata da boschi di castagno, piccole radure, cespuglieti e rimboschimenti con conifere alloctone, come la douglasia.

## Flora e vegetazione
La flora del SIC/ZSC comprende varie taxa tipici degli ambienti umidi, che in Europa sono generalmente in generale regressione, tra le quali  Ludwigia palustris, Ryncospora alba, Ranunculus flammula. Alcune tra queste sono particolarmente rare o minacciate come Viola palustris, Manyanthes trifoliata o Thelypteris palustris. Varie tra le misure conservazionistiche specifiche del sito 
è prevista la conservazione delle specie localmente meno rappresentate o   sporadiche (tra le quali sono menzionate tra le altre l'olmo montano, il tiglio a grandi foglie, l'acero opalo, l'agrifoglio e il tasso. Sono vietate le immissioni non autorizzate di fauna ittica nei laghi presenti nell'area, nonché il prosciugamento o la trasformazione d'uso dei bacini idrici e il compattamento o la realizzazione di infrastrutture viabili o turistiche sulle loro sponde.

## Fauna
La fauna dell'area protetta non è stata oggetto di studi particolarmente approfonditi. Tra le specie più significative presenti c'è Triturus carnifex, il tritone crestato, altrove in forte regressione, specialmente nelle zone con maggiore antropizzazione; nel SIC sono anche presenti altri rettili e anfibi ancora piuttosto comuni in Piemonte: rana agile, rana di Lessona, rospo comune e altri. Tra gli uccelli è particolarmente vistosa la presenza dell'airone cinerino.

## Habitat

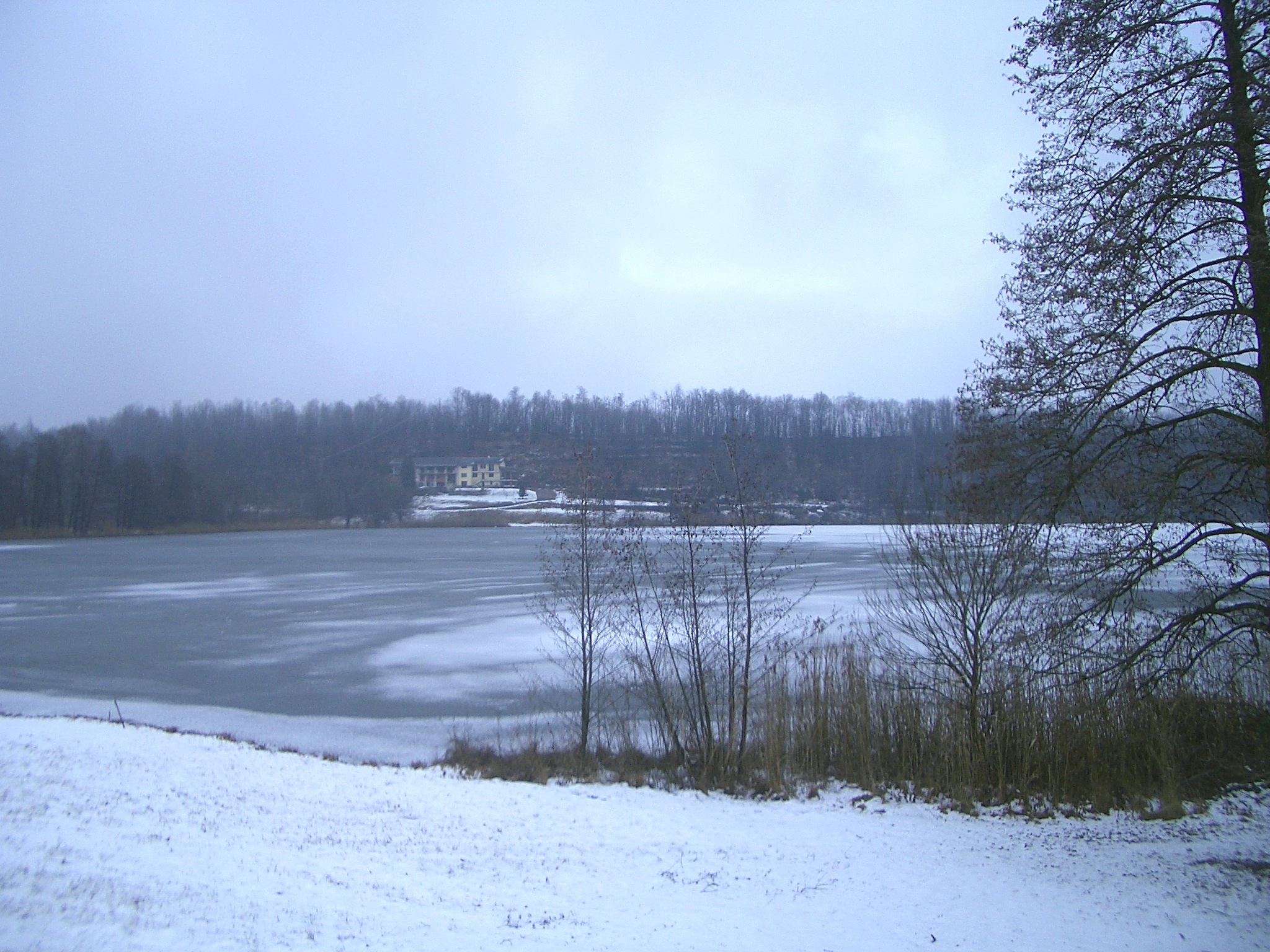
Il lago di Alice d'ivnerno

Tra gli habitat naturali di interesse comunitario sono presenti nel SIC/ZSC:
- Acque stagnanti, da oligotrofe a mesotrofe, con vegetazione dei Littorelletea uniflorae e/o degli Isoëto-Nanojuncetea  (cod. 3130),
- Laghi eutrofici naturali con vegetazione del Magnopotamion o Hydrocharition (cod. 3150),
- Bordure planiziali, montane e alpine di megaforbie idrofile  (cod. 6430),
- Praterie magre da fieno a bassa altitudine (Alopecurus pratensis, Sanguisorba officinalis)  (cod. 6510),
- Depressioni su substrati torbosi del Rhynchosporion  (cod. 7150),
- Foreste alluvionali di Alnus glutinosa e Fraxinus excelsior (Alno-Padion, Alnion incanae, Salicion albae)  (cod. 91E0),
- Foreste di versanti, ghiaioni e valloni del Tilio-Acerion  (cod. 9180),
- Boschi di Castanea sativa (91260).

## Attività

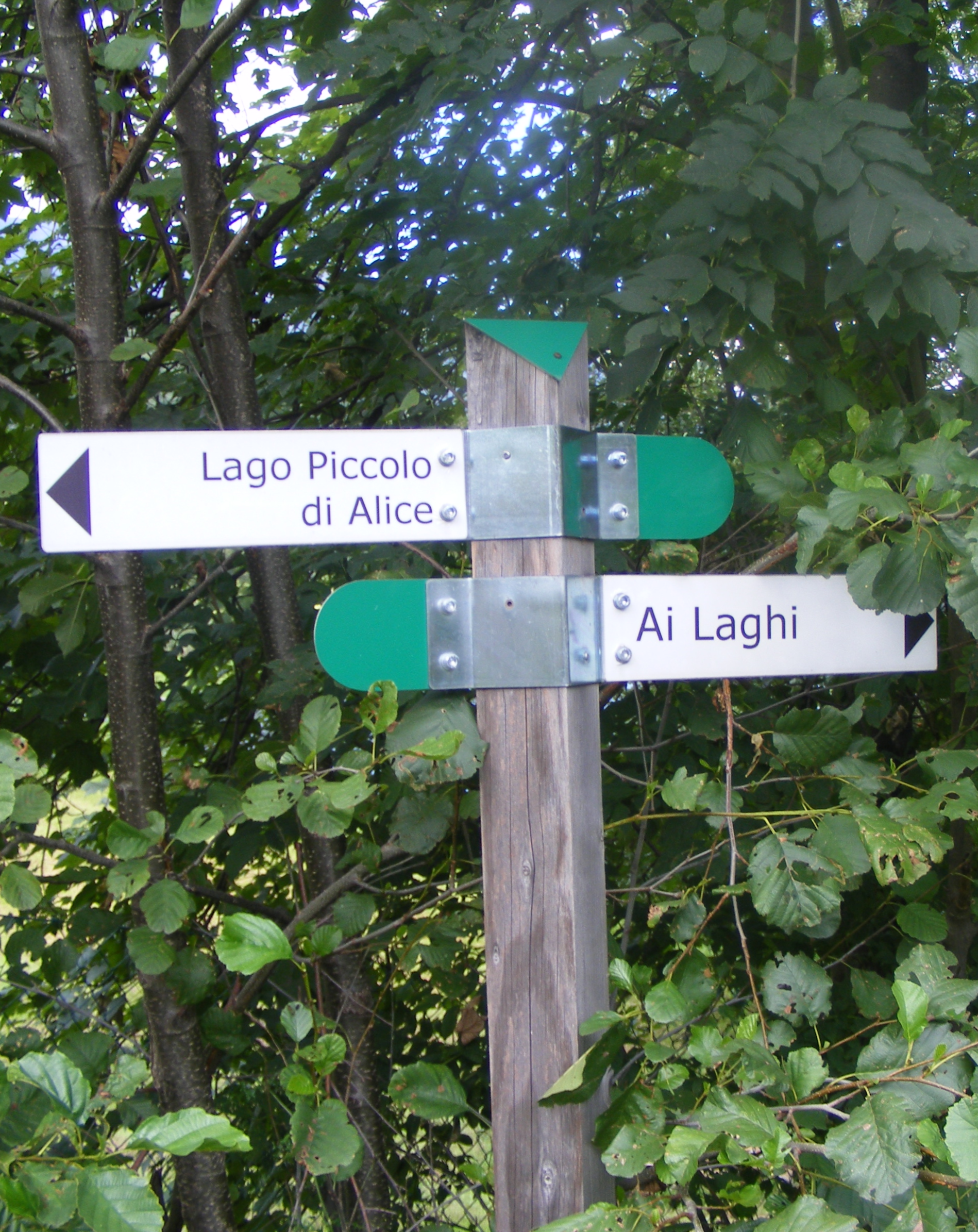
Indicazioni escursinistiche nella ZSC

La zona del SIC/ZSC è visitabile seguendo i vari sentieri e stradine forestali presenti. Viene inoltre attraversata dall'itinerario escursionistico di lunga percorrenza Alta Via dell'Anfiteatro Morenico.